# Iuri Metluixenko
Iuri Metluixenko (en ucrainès Юрій Метлушенко; Jitòmir, 4 de gener de 1976) és un ciclista ucrainès, professional des del 2002 i actualment a l'equip Jilun-Shakeland.
Ha guanyat diverses curses com el Gran Premi de la costa dels Etruscs o la Volta al llac Taihu. Ha participat en nombroses carreres del circuit de l'UCI Àsia Tour.

## Palmarès
- 1997
  - 1r al Tour de Ribas
  - Vencedor de 4 etapes a la Volta a Tunísia i de la classificació per punts
- 2001
  - 1r al Trofeu Raffaele Marcoli
- 2002
  - 1r al Gran Premi de la costa dels Etruscs
- 2003
  - Vencedor d'una etapa a la Volta a Dinamarca
  - Vencedor d'una etapa al Tour de Poitou-Charentes
- 2004
  - 1r al Gran Premi de la costa dels Etruscs
  - Vencedor d'una etapa al Brixia Tour
- 2008
  - 1r al Lancaster Classic
  - Vencedor d'una etapa al Tour de Beauce
- 2009
  - Vencedor d'una etapa a la Setmana Internacional de Coppi i Bartali
  - Vencedor d'una etapa a la Szlakiem Grodów Piastowskich
  - Vencedor d'una etapa a la Volta al llac Qinghai
  - Vencedor d'una etapa al Tour de Hainan
  - 1r al Critèrium de Doylestown
- 2010
  - Vencedor de 2 etapes a la Volta al llac Qinghai
  - Vencedor d'una etapa al Tour de Hainan
- 2011
  - Vencedor d'una etapa a la Volta al llac Qinghai
- 2012
  - Vencedor d'una etapa a la Volta a l'Azerbaidjan
  - 1r a la Volta a Tràcia i vencedor de 3 etapes
  - Vencedor d'una etapa a la Baltic Chain Tour
  - Vencedor d'una etapa a la Volta al llac Taihu
- 2013
  - 1r a la Volta al llac Taihu i vencedor de 5 etapes

### Resultats al Giro d'Itàlia
- 2002. Abandona (16a etapa)